# Кузнечная улица (Одесса)
Кузне́чная улица — улица в Одессе, в исторической части города, от переулка Топольского до Успенской улицы

## История
В ранней истории Одессы этот район города был заселён ямщиками, отчего первая улица здесь получила название — Ямская. Позднее она в честь городского головы была переименована в улицу Новосельского.
С установлением советской власти улица — Островидова.
Вблизи Ямской улица сложилась слобода, где жили и работали кузнецы. Их улица стала Кузнечной. В 1934 году после эпопеи с ледоколом «Челюскин» улицу переименовали в Челюскинцев.
С 1995 года это снова Кузнечная улица.
В 1946—1953 годах в начале улицы на месте малоэтажной частной застройки по проекту архитектора Иезекии Брейтбурта было возведено здание Академии связи имени А. С. Попова.

## Известные жители
Угол со Спиридоновской улицей — Анна Ахматова

## Достопримечательности

Памятник Александру Попову

- Памятник А. Попову во дворе Одесской национальной академии связи имени А. С. Попова[3][4]
- Бани Исаковича[5].

## Галерея

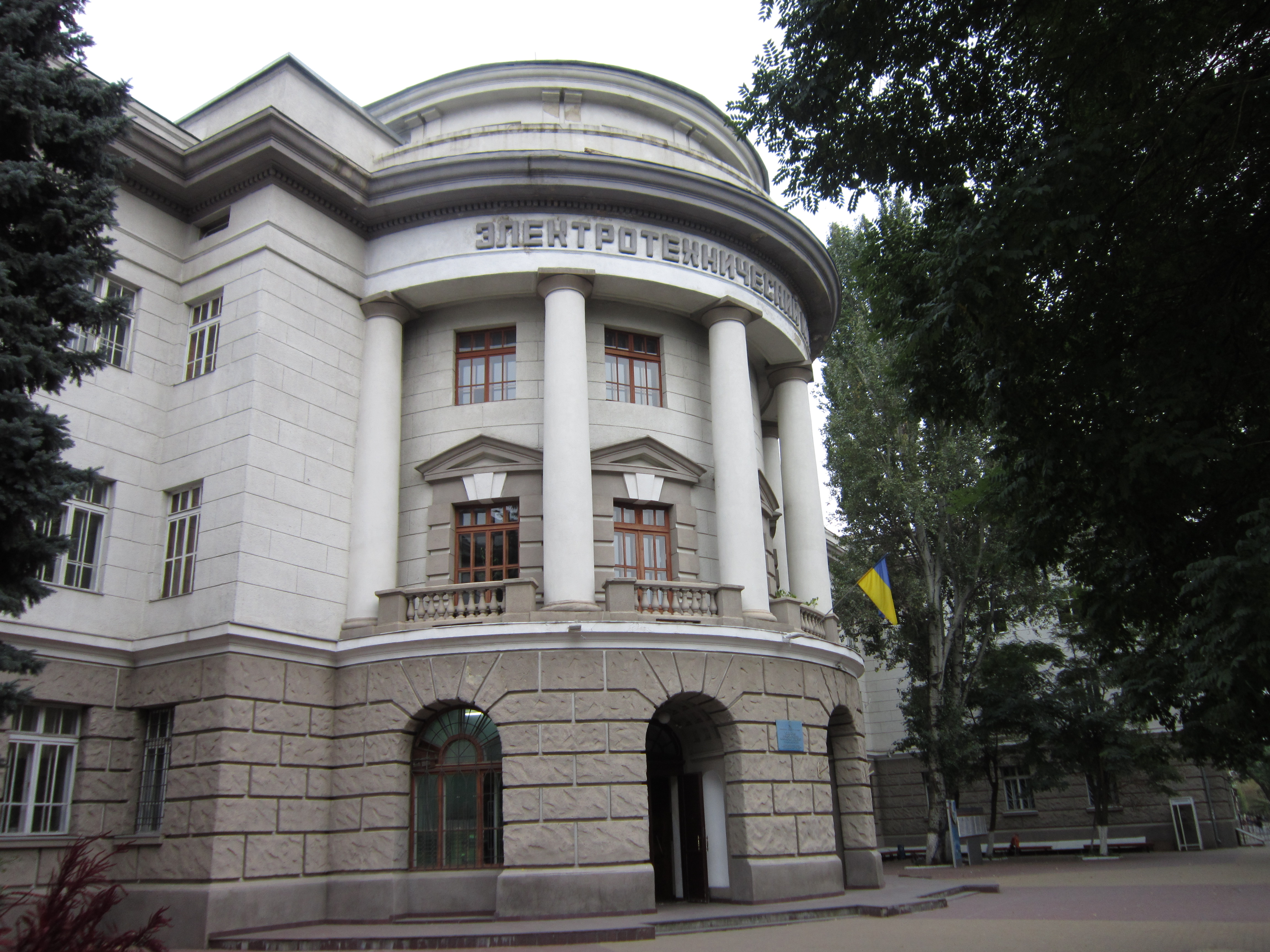
Здание Одесской национальной академии связи
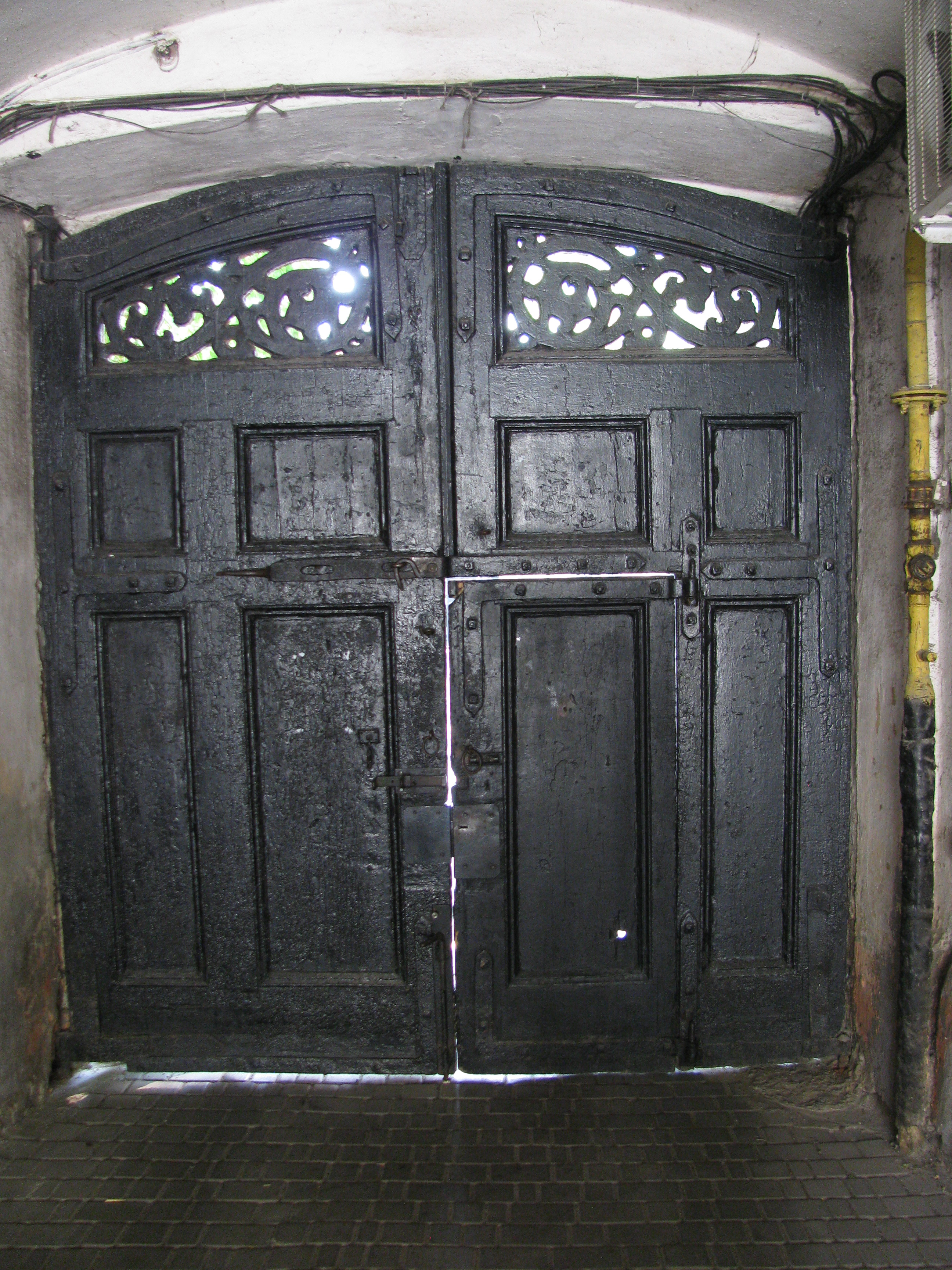
Деревянные ворота XIX века дома №19 по ул.Кузнечной
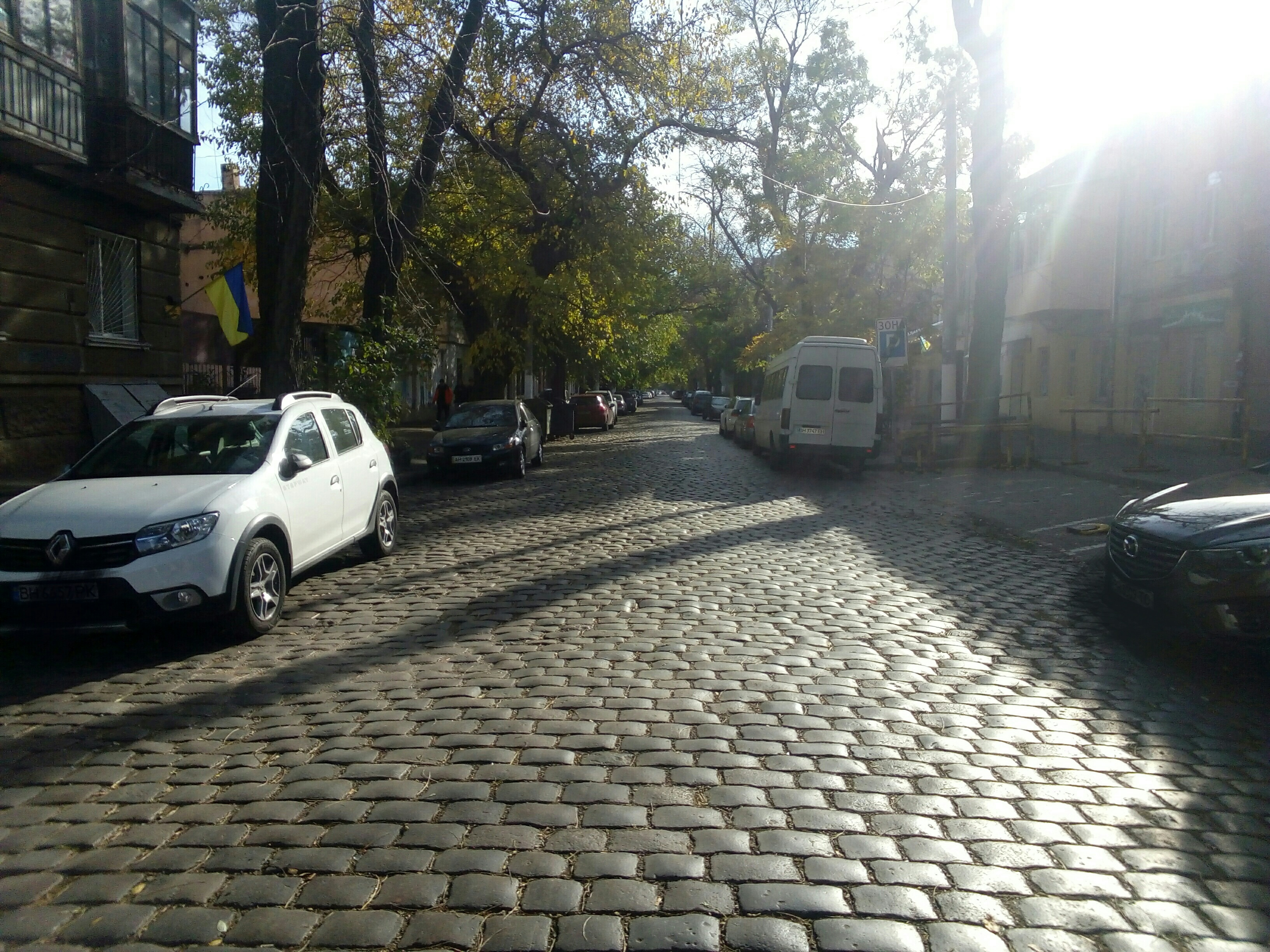
Мостовая на ул.Кузнечной
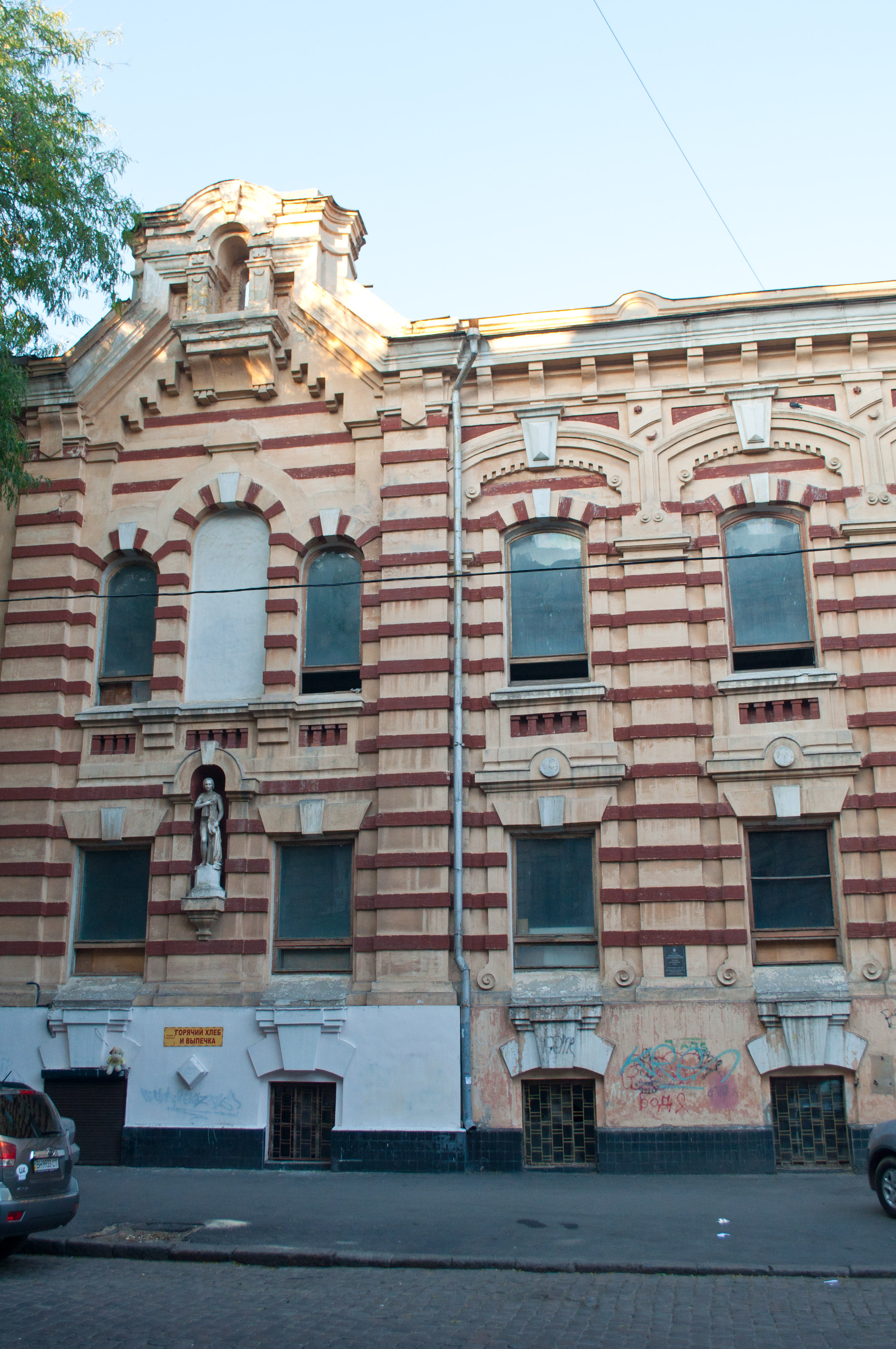
Здание бывших баней Исаковича на Кузнечной, 57